# Noten (hout)

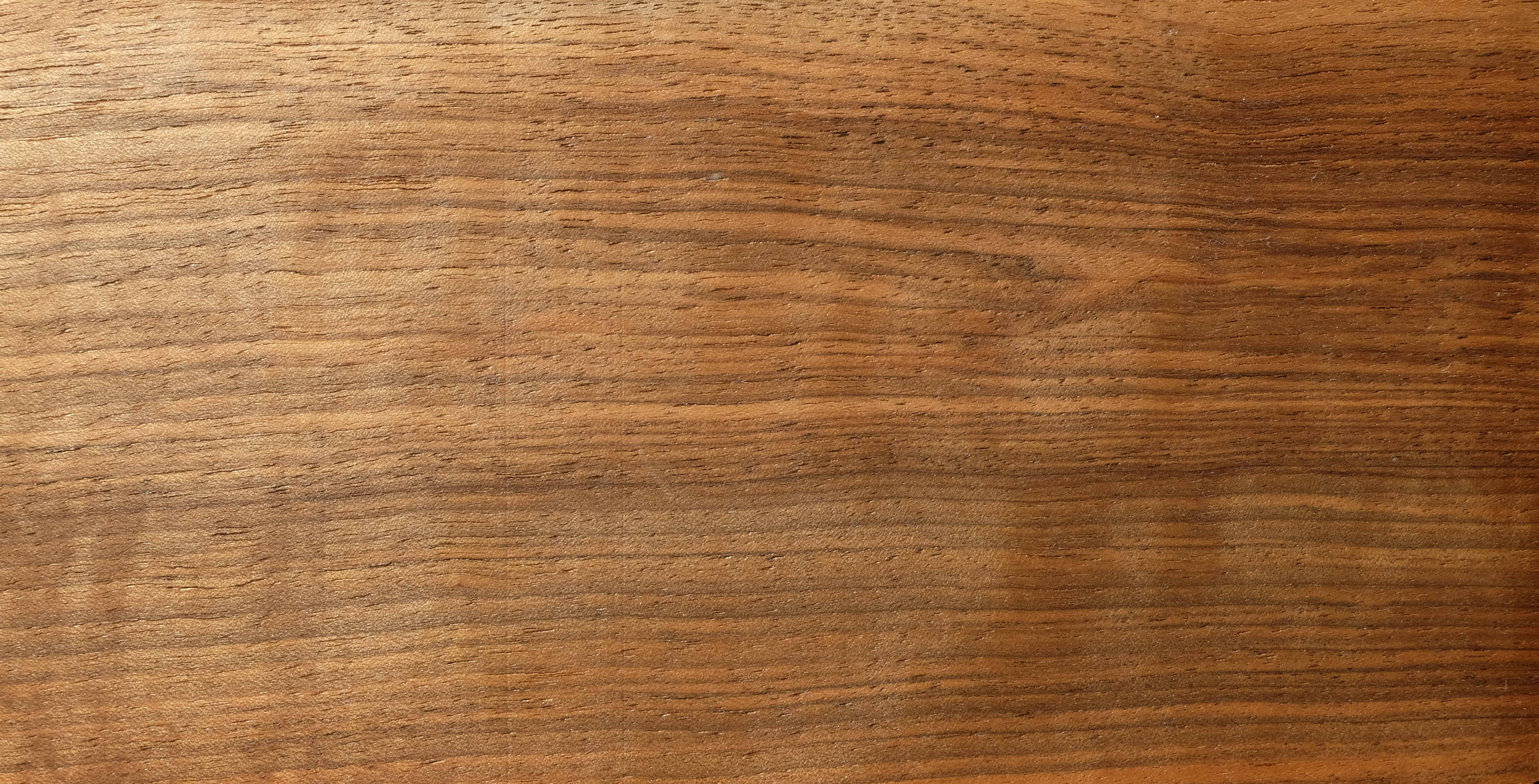
Noten

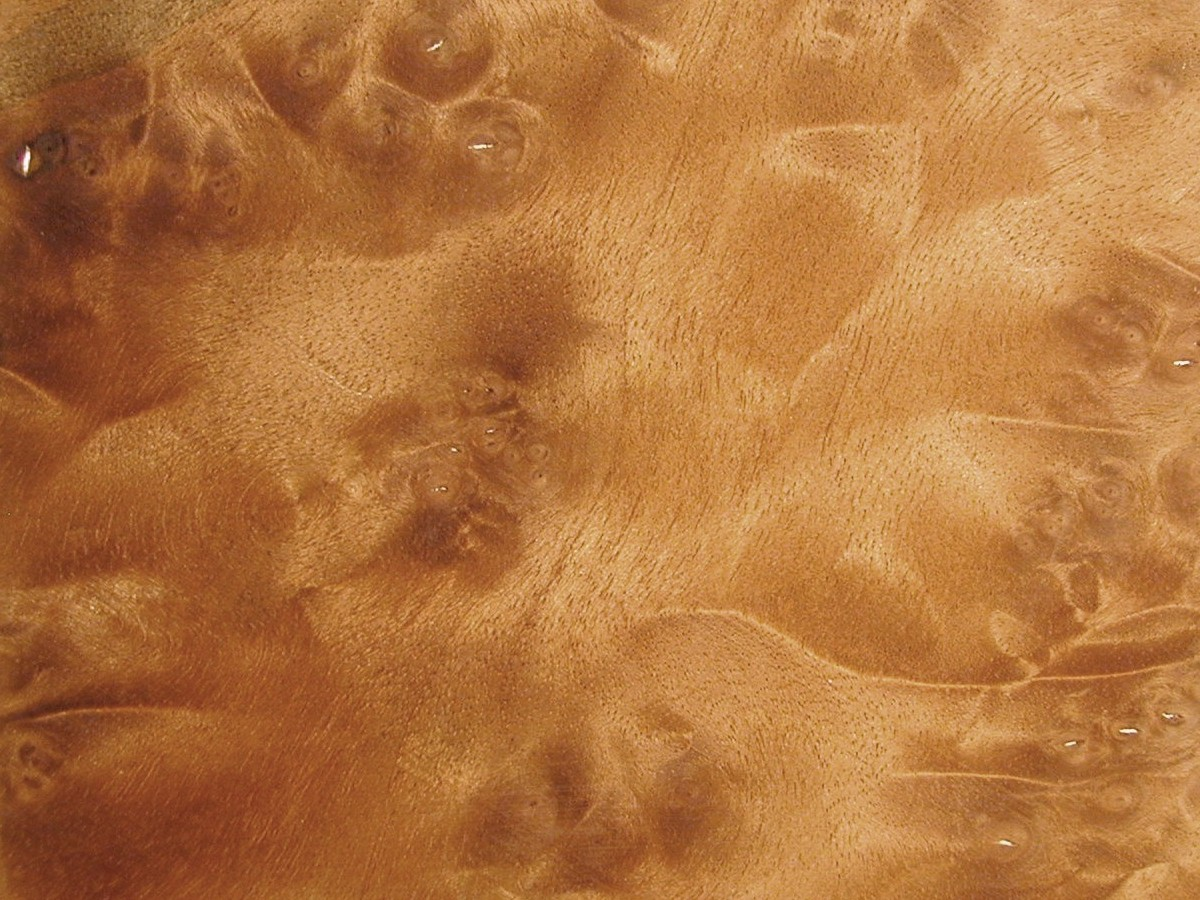
"wortelnotenfineer"

Noten (genormeerde naam), of ook wel notenhout, is een bekende houtsoort. Noten is traditioneel afkomstig van de gewone walnoot of okkernoot (Juglans regia), maar later werd ook de Amerikaanse soort zwarte walnoot een belangrijke bron (Juglans nigra). Eventueel kan het ook afkomstig zijn van enkele andere soorten uit hetzelfde geslacht walnoot (Juglans). Vanwege de faam van deze houtsoort wordt verder een onbestemd aantal andere houtsoorten, die qua uiterlijk enigszins aan noten doen denken, verkocht onder een samengestelde naam met daarin "noten". 
Het hout wordt onder andere gebruikt in de meubelindustrie: noten is makkelijk te verwerken en mooi af te werken. Befaamd is het gebruik van wortelnotenhout in meubelen en in dashboards van sommige auto's. Een andere bekende toepassing is voor het maken van geweerkolven.

## Afbeeldingen

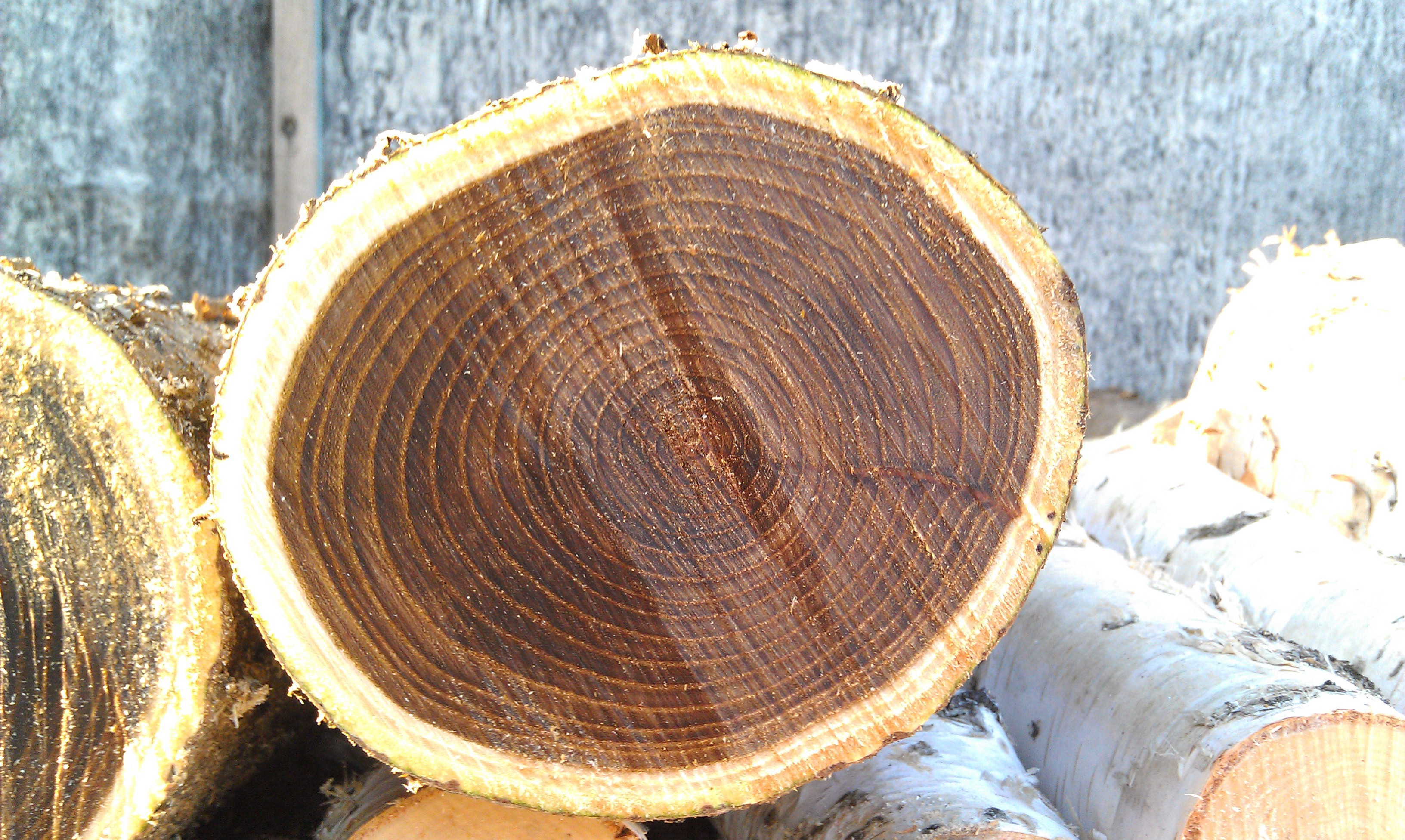
Doorsnee (Juglans mandshurica) die kern en spint toont
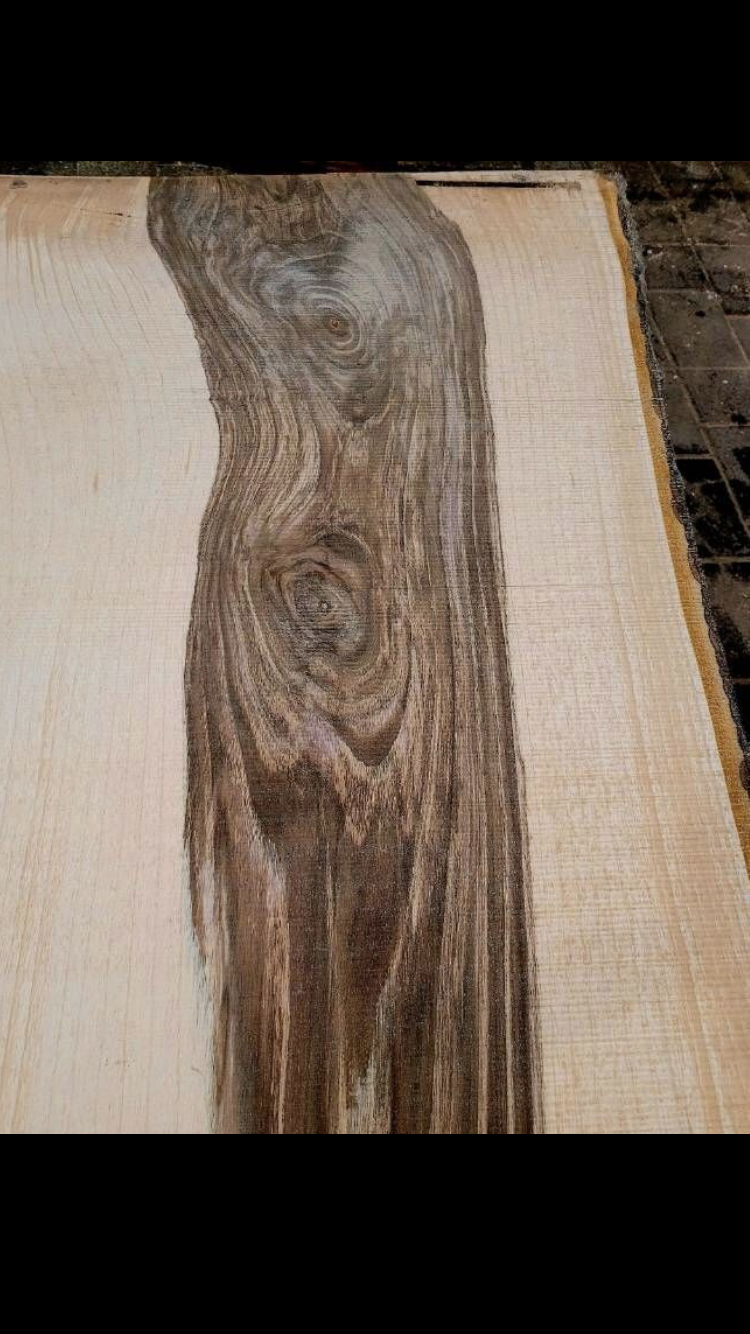
Plank (vmd. Juglans regia) die kern en spint toont
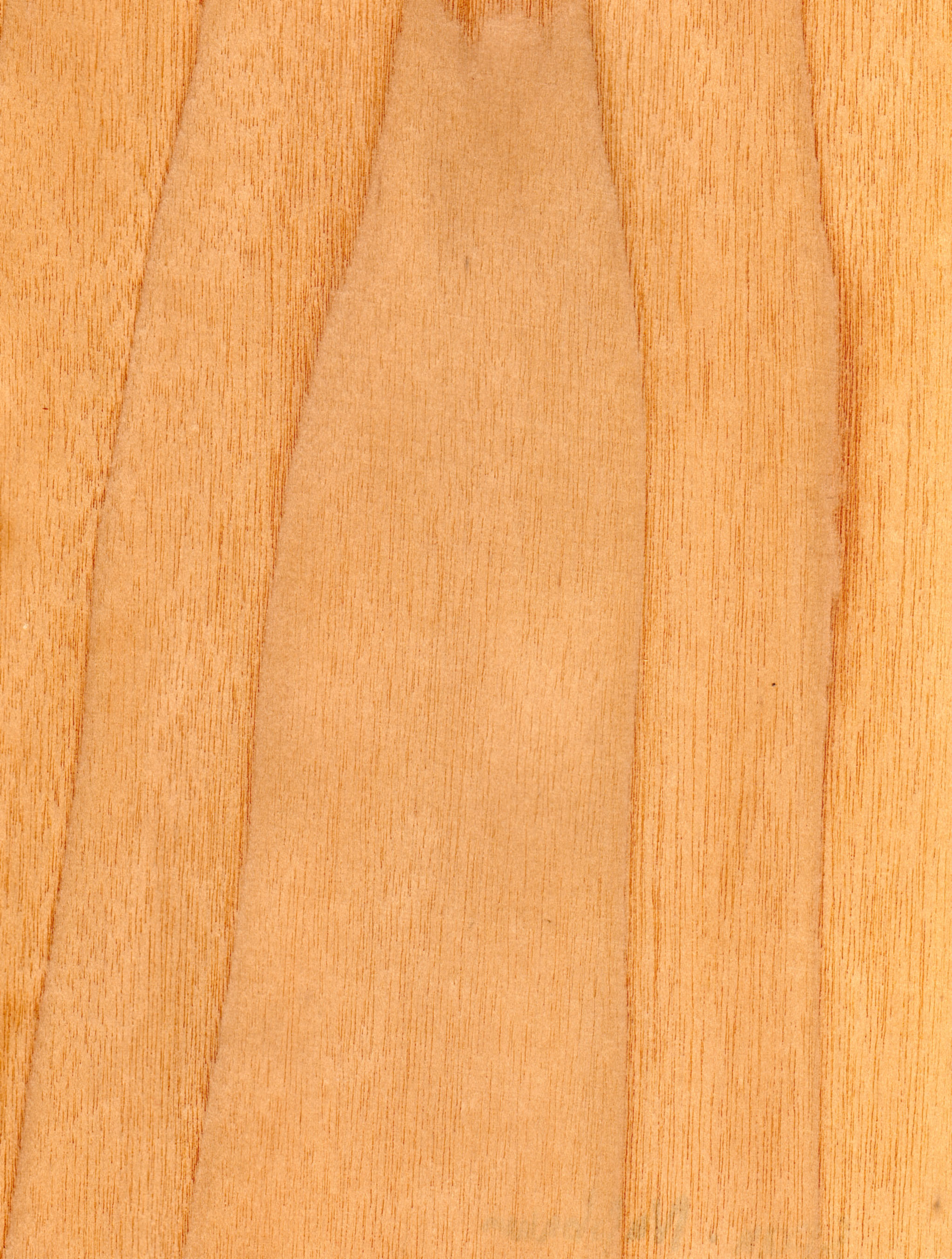
Lichtgekleurd noten
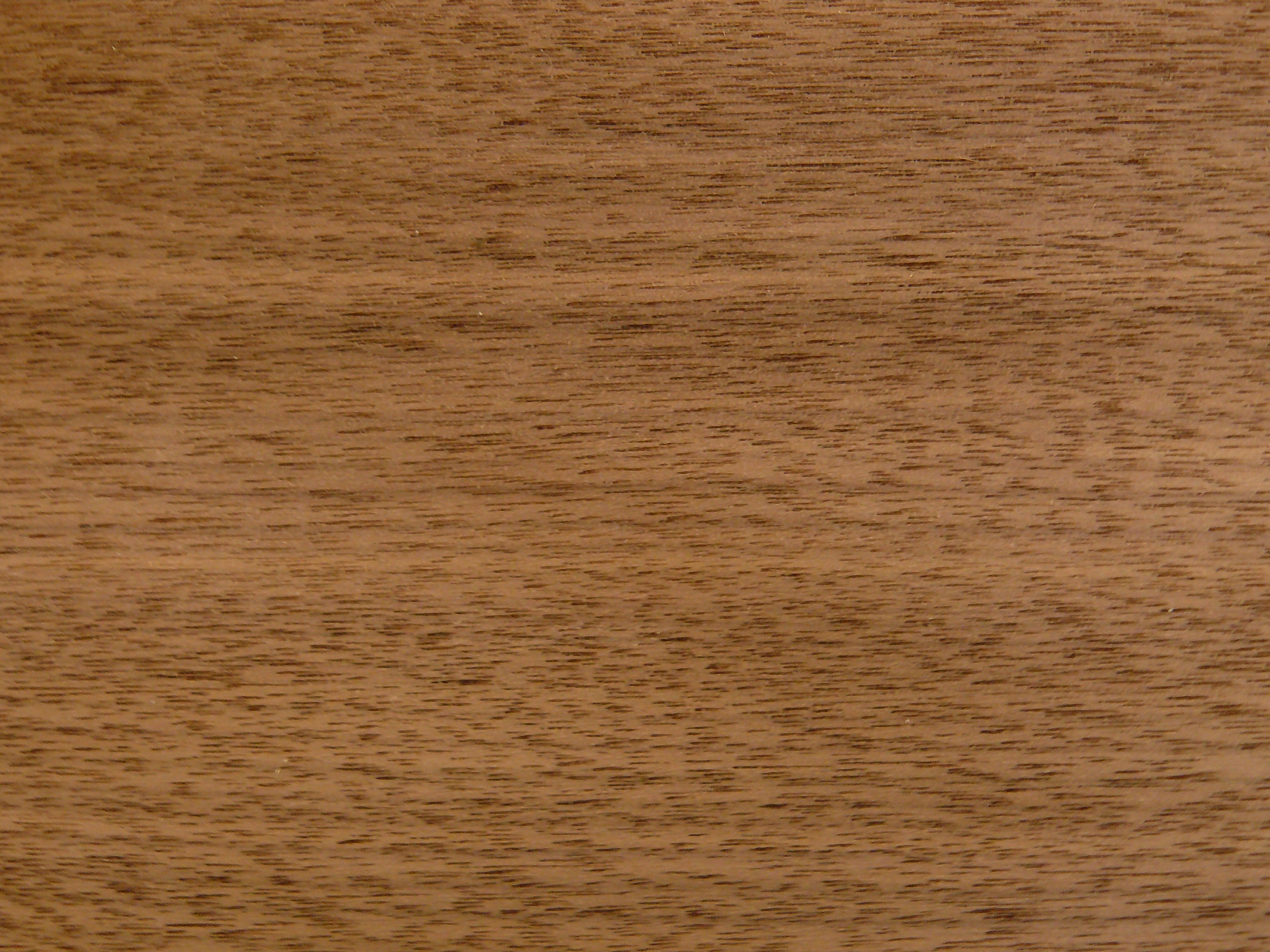
Noten
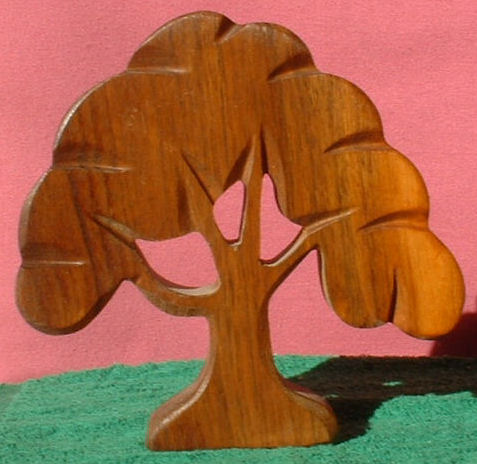
Boompje
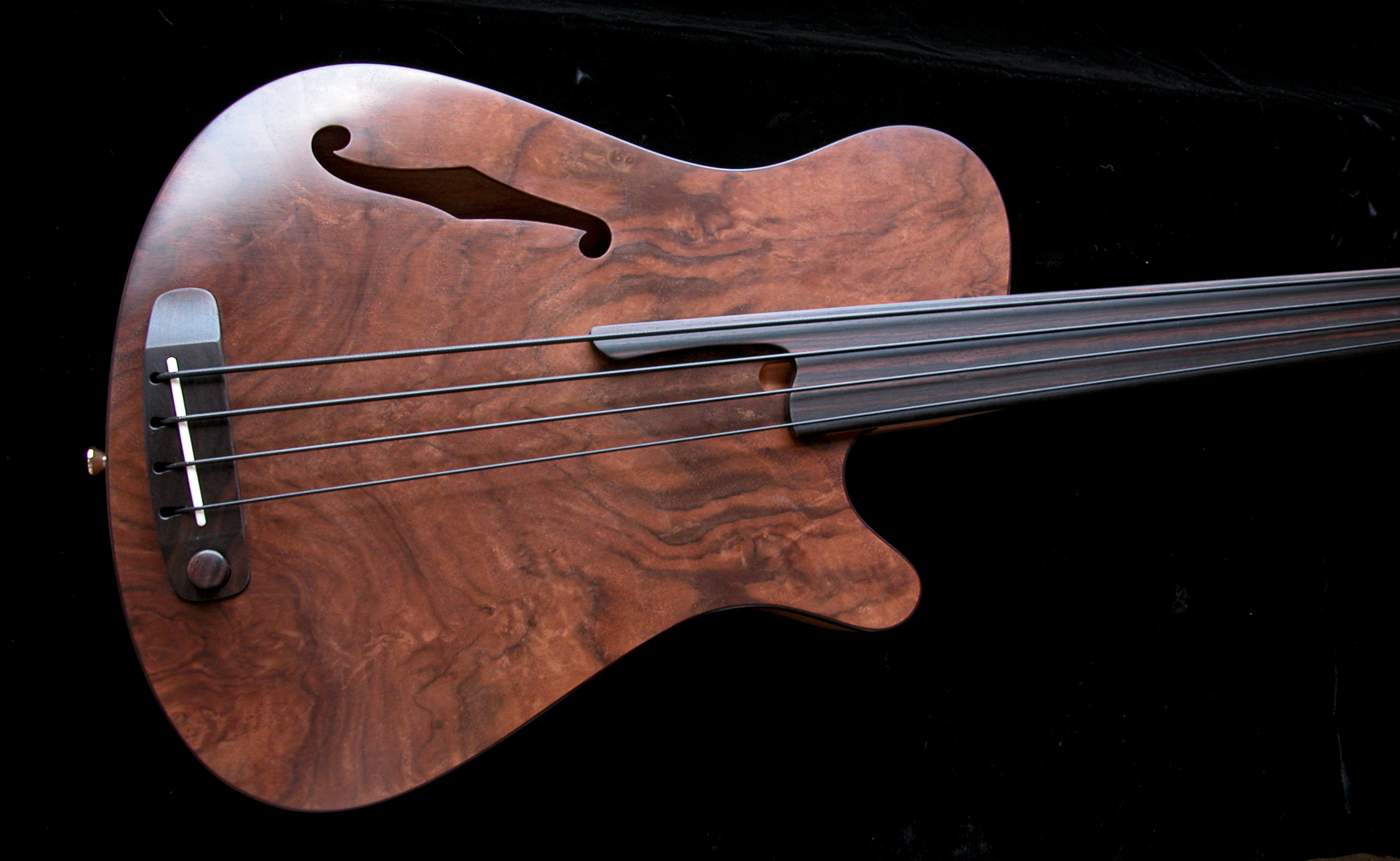
Gitaar
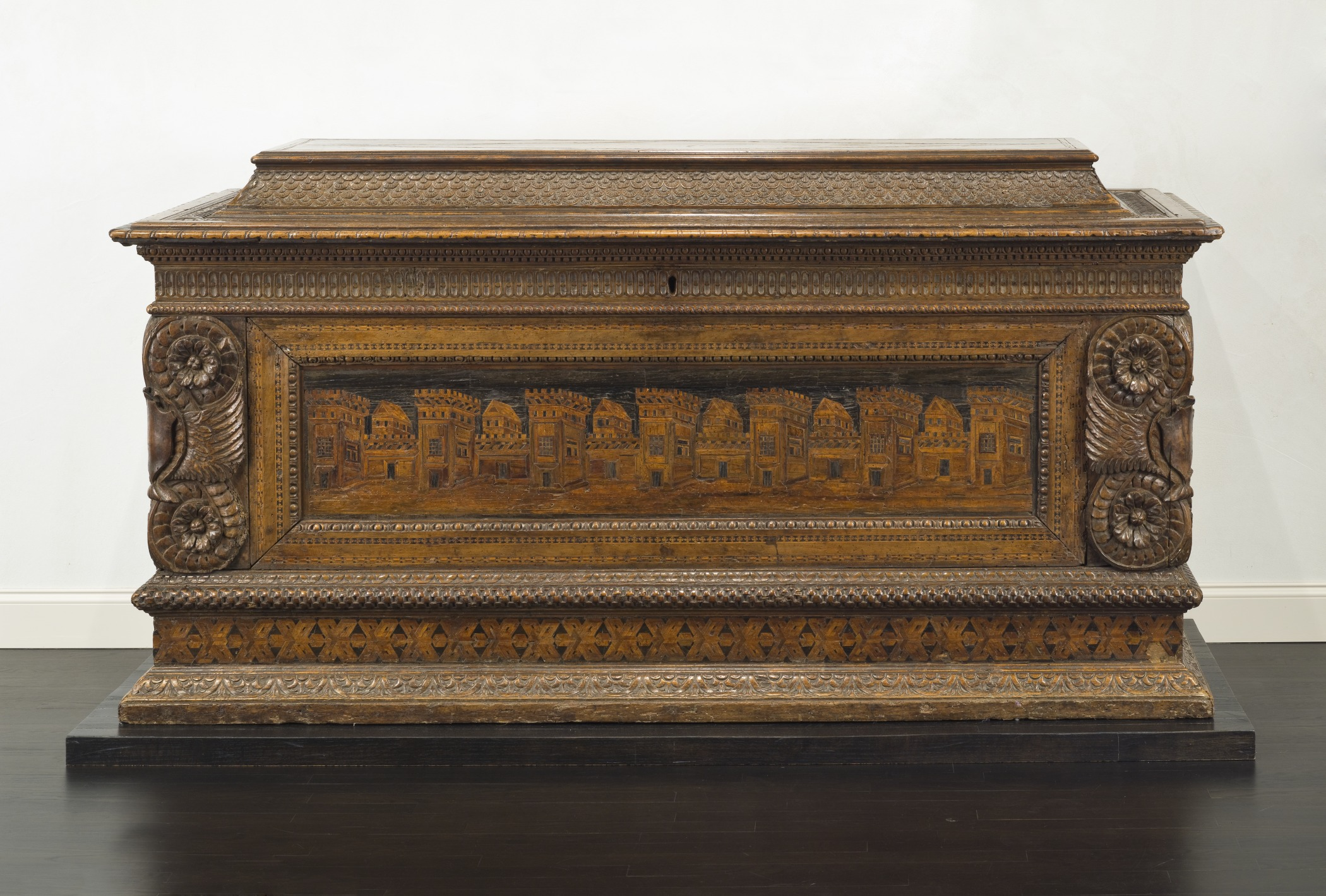
Kist, circa 1500
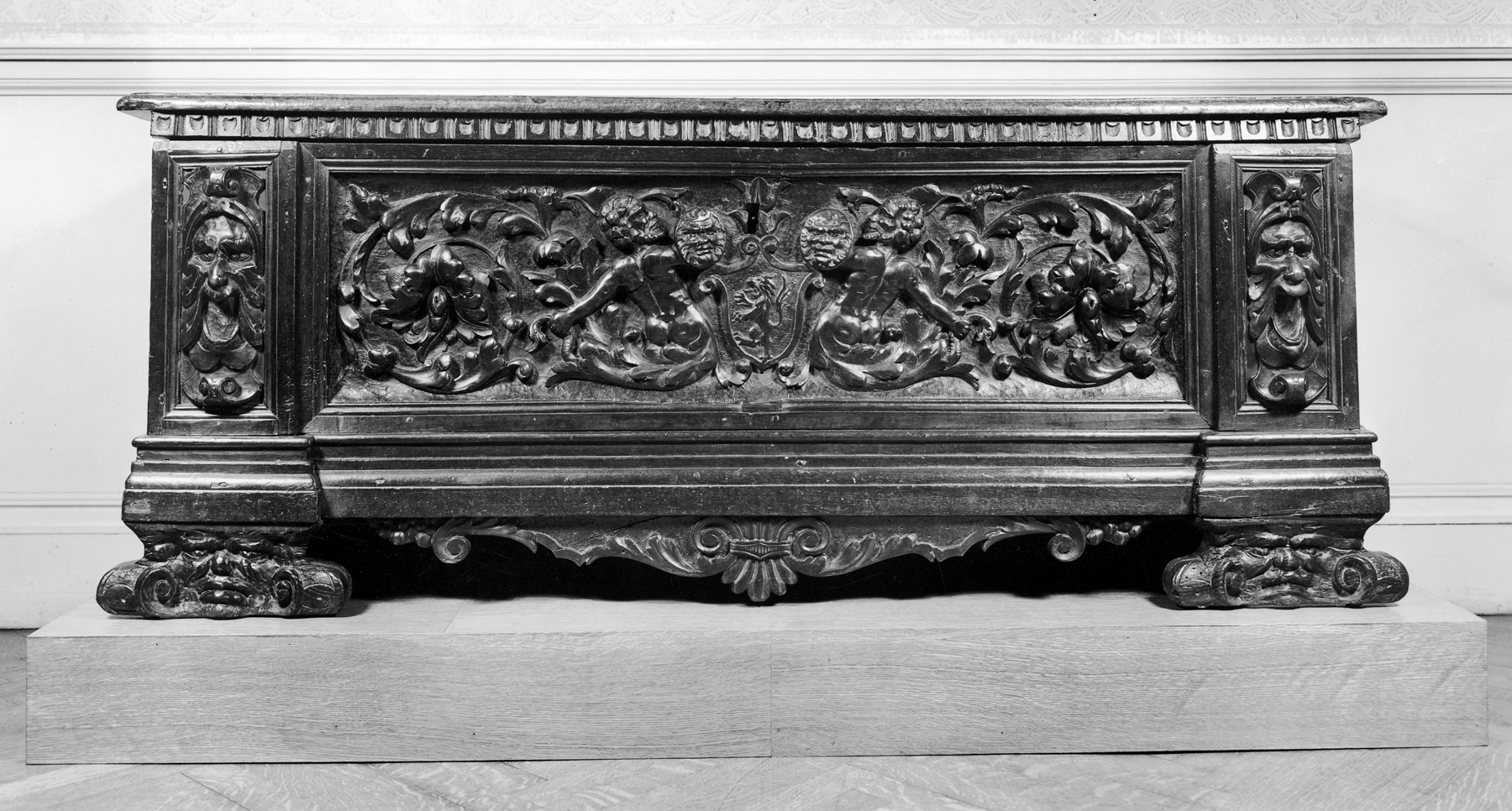
Kist, circa 1500
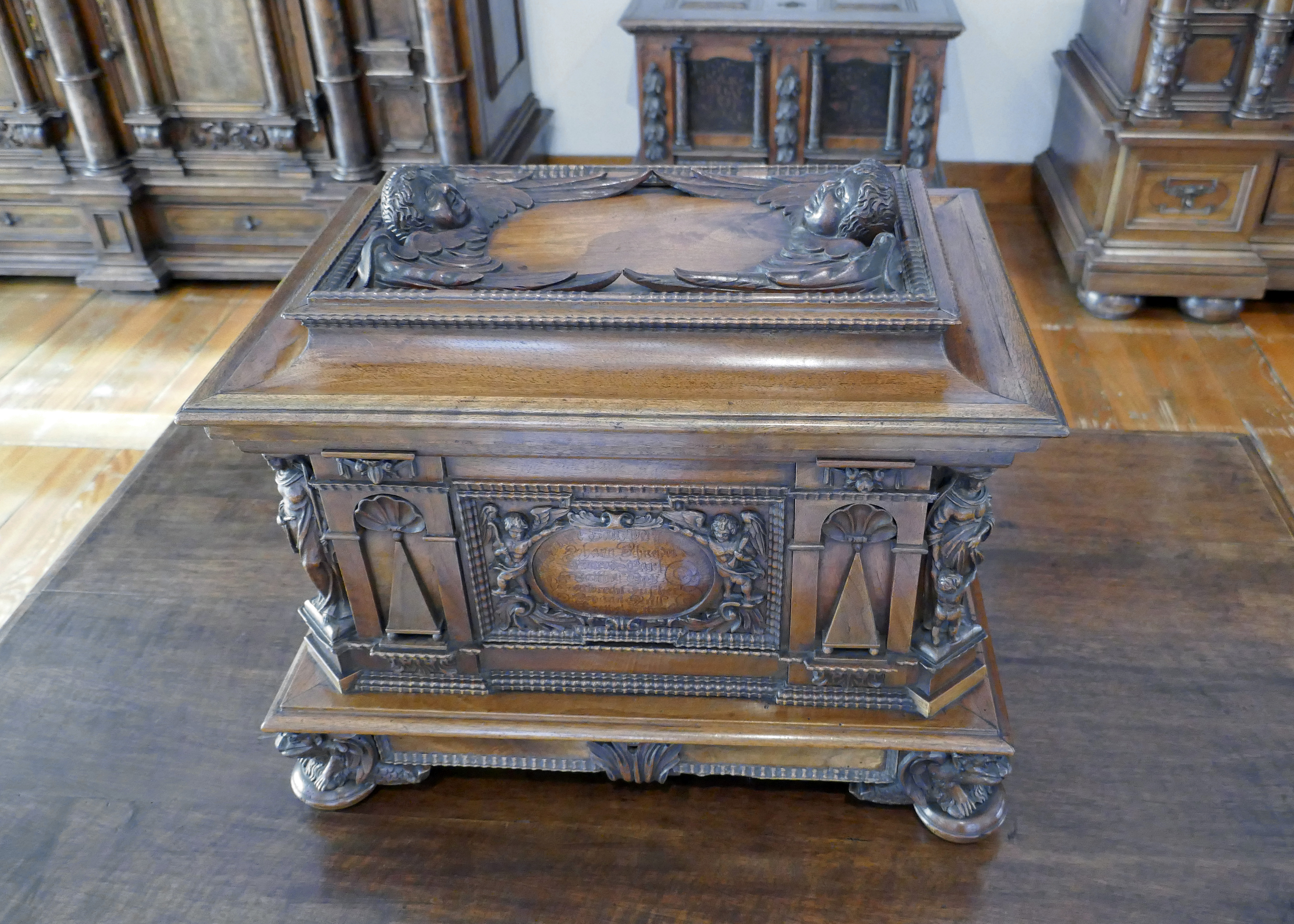
Kist, 1694
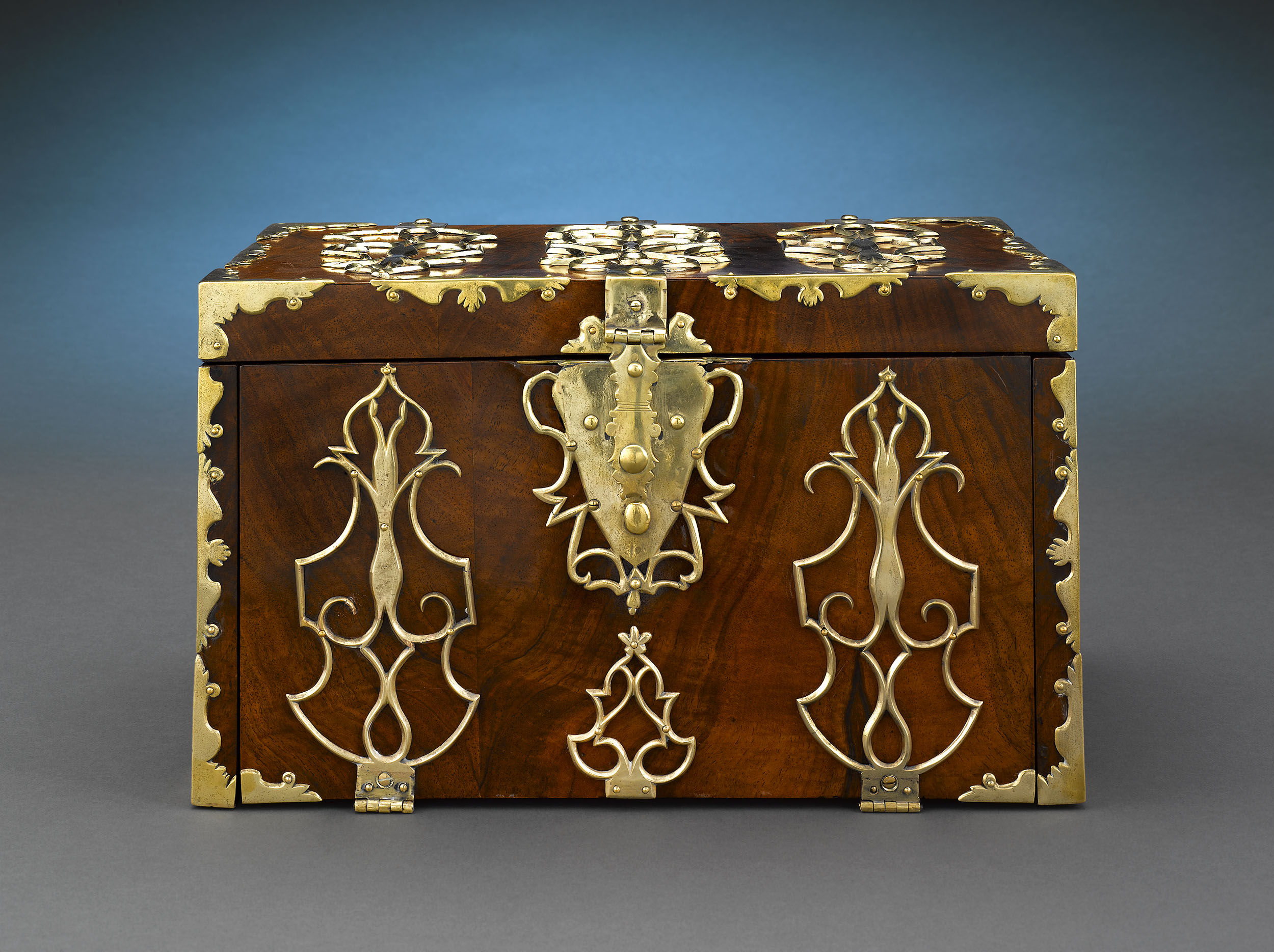
Kistje, circa 1780
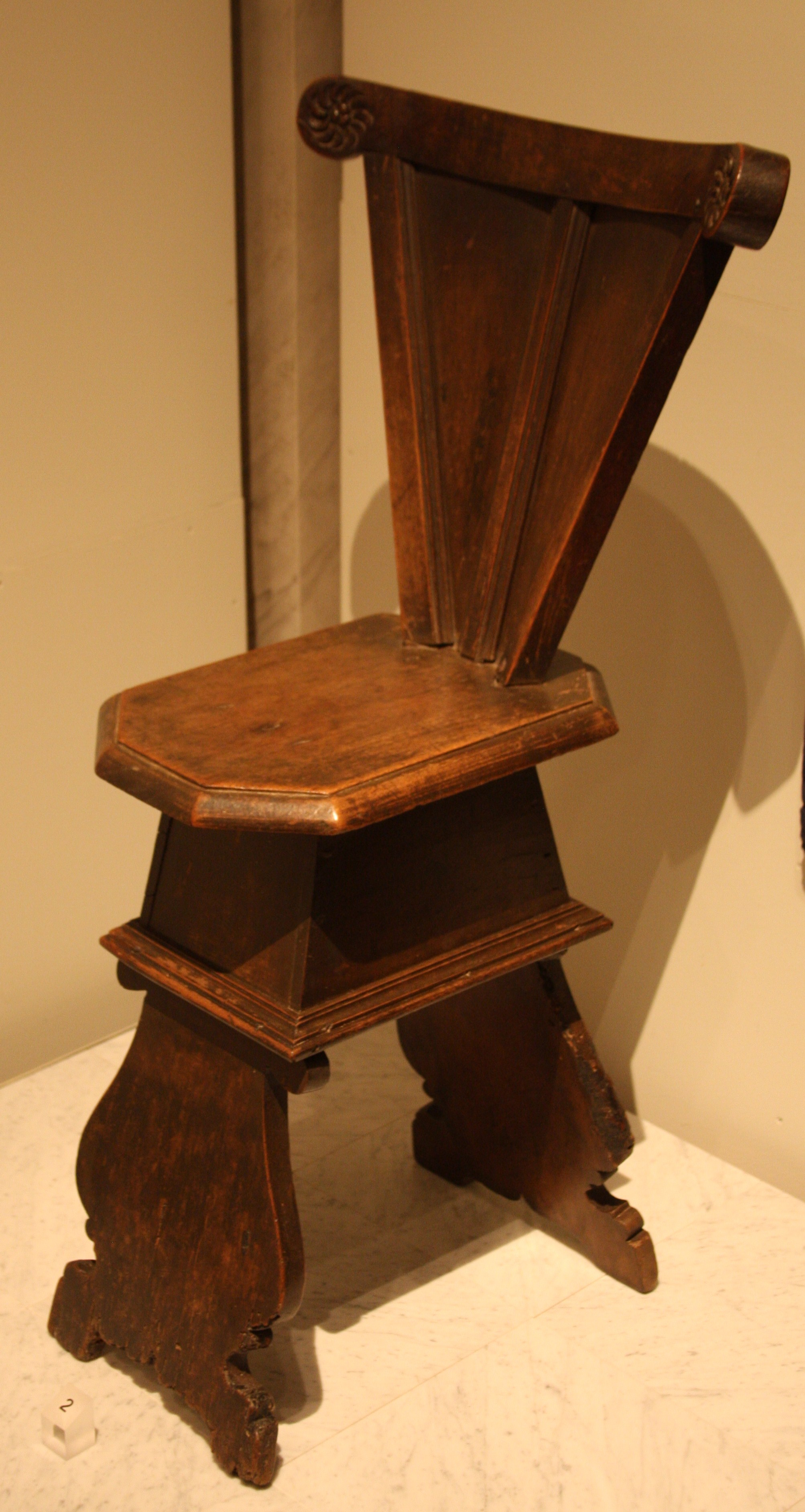
Stoel, circa 1500
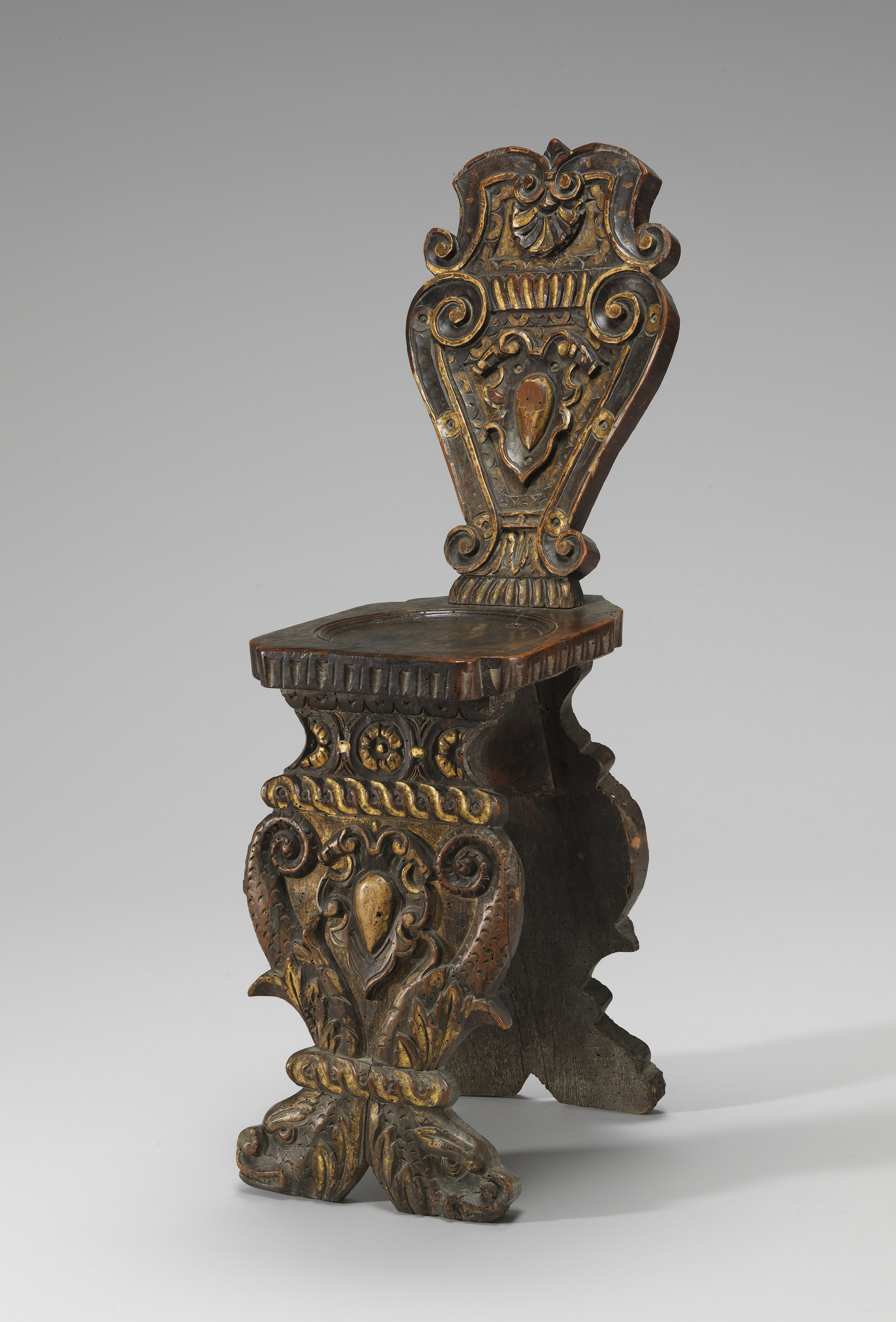
Stoel, circa 1540-1560
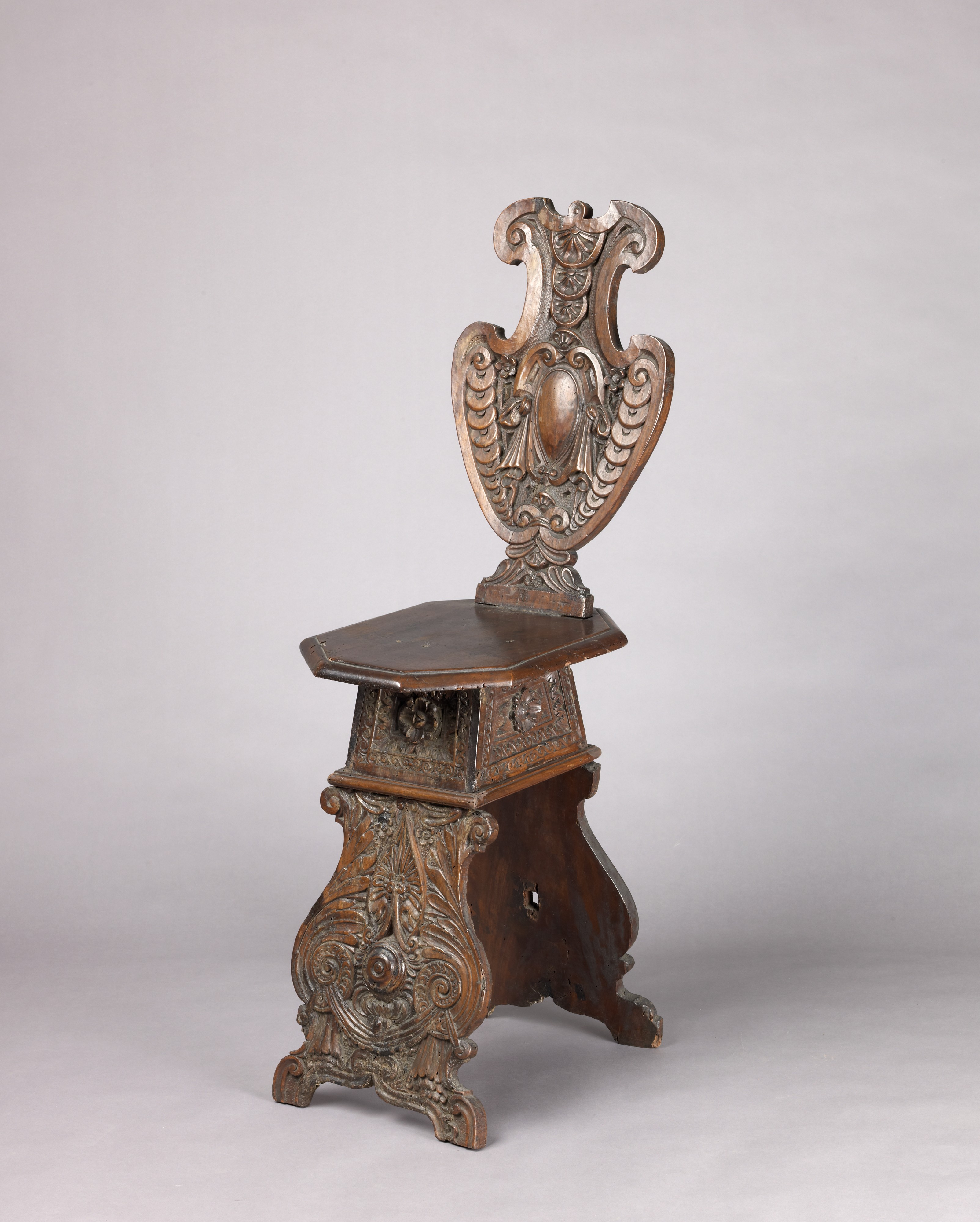
Stoel, 16e eeuw
Stoel, 1534
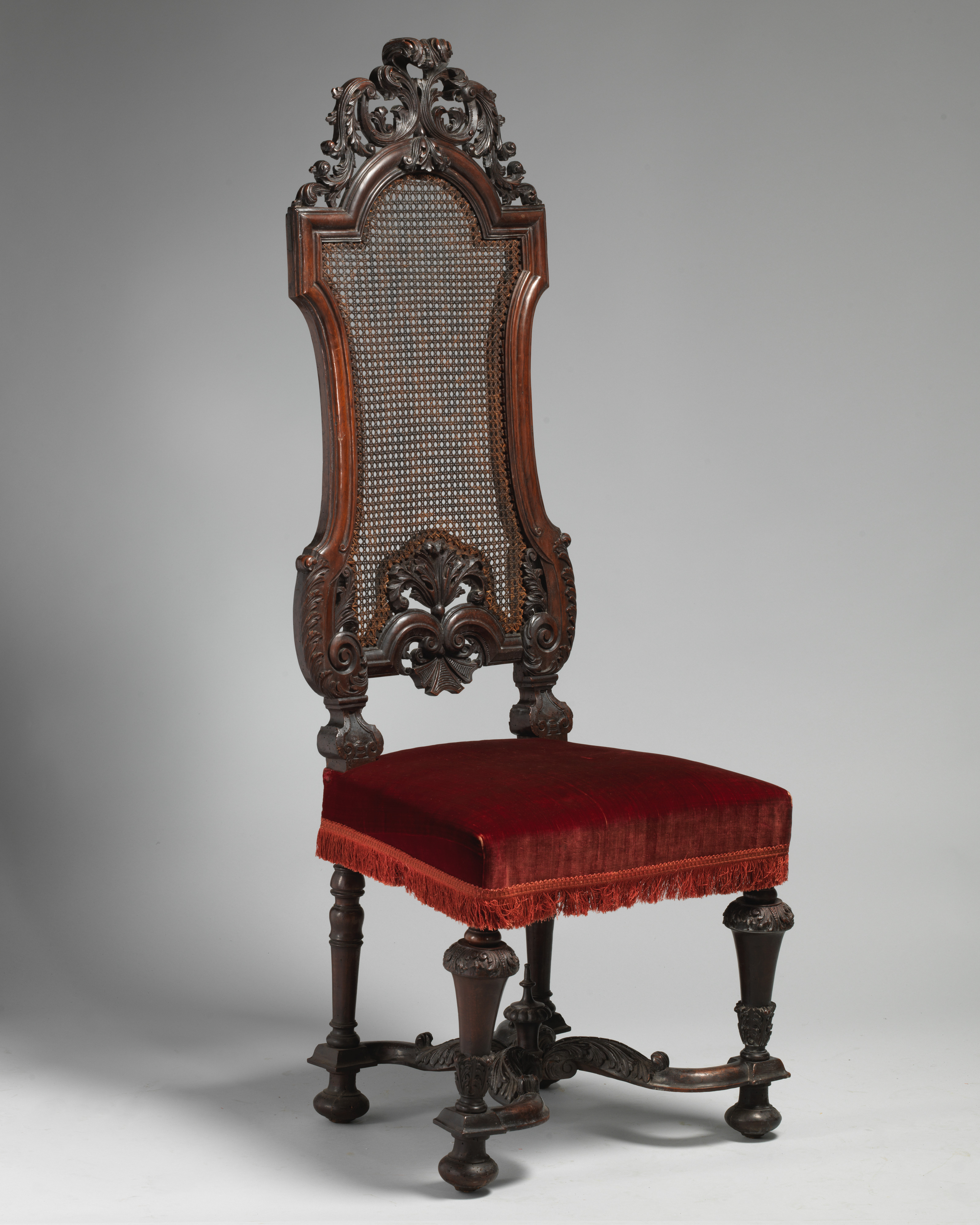
Stoel, circa 1695
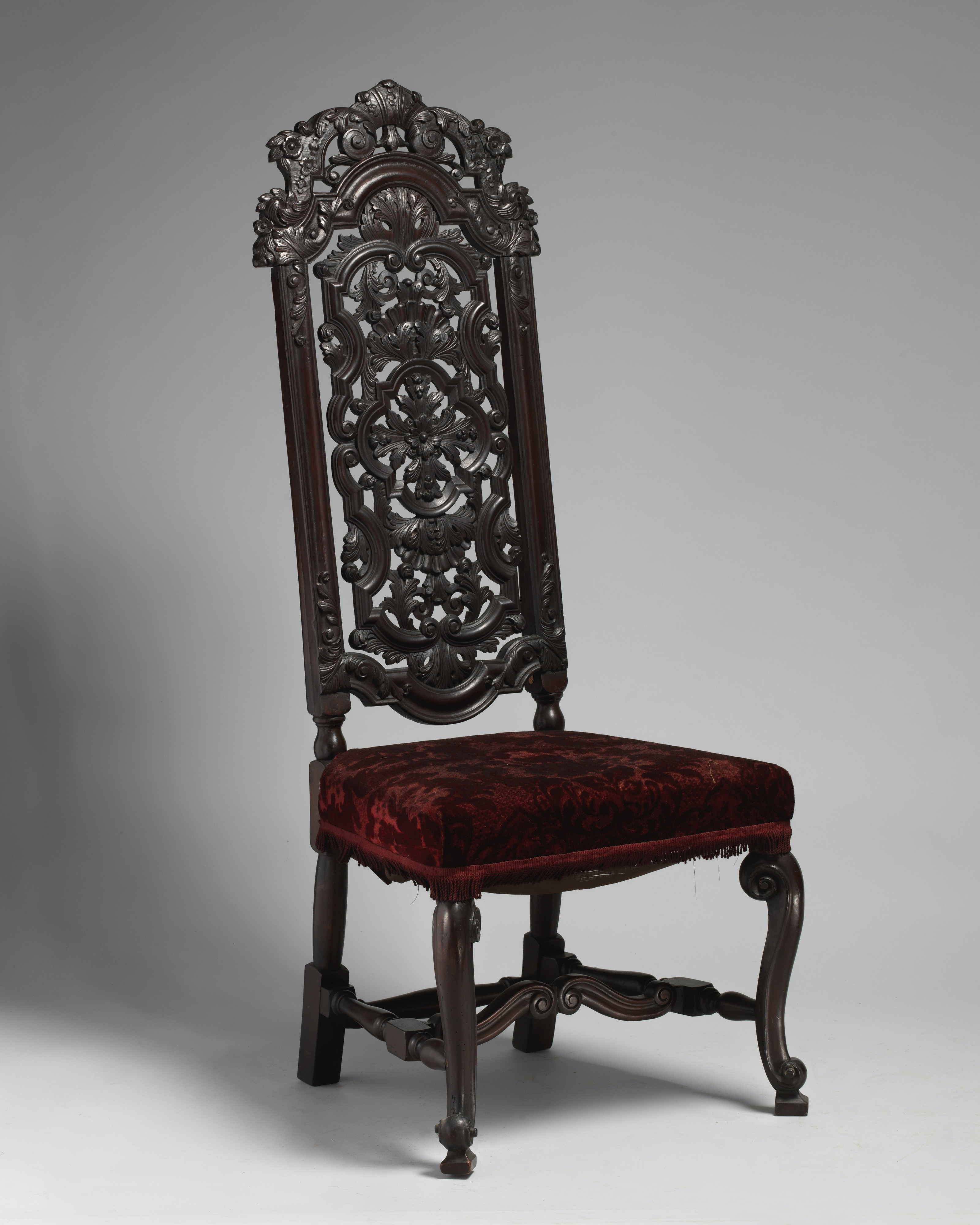
Stoel, circa 1688–1702
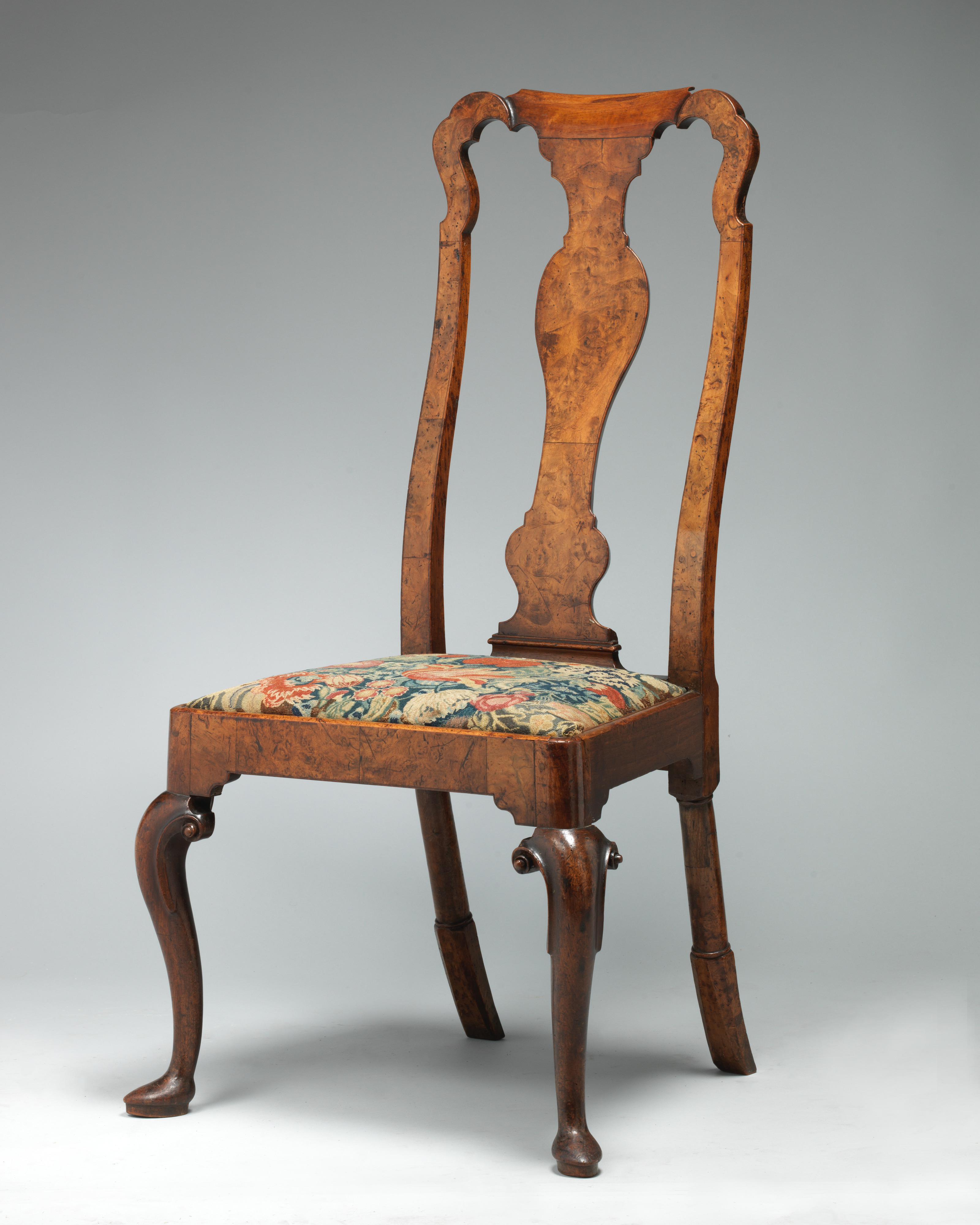
Stoel, circa 1710-1720
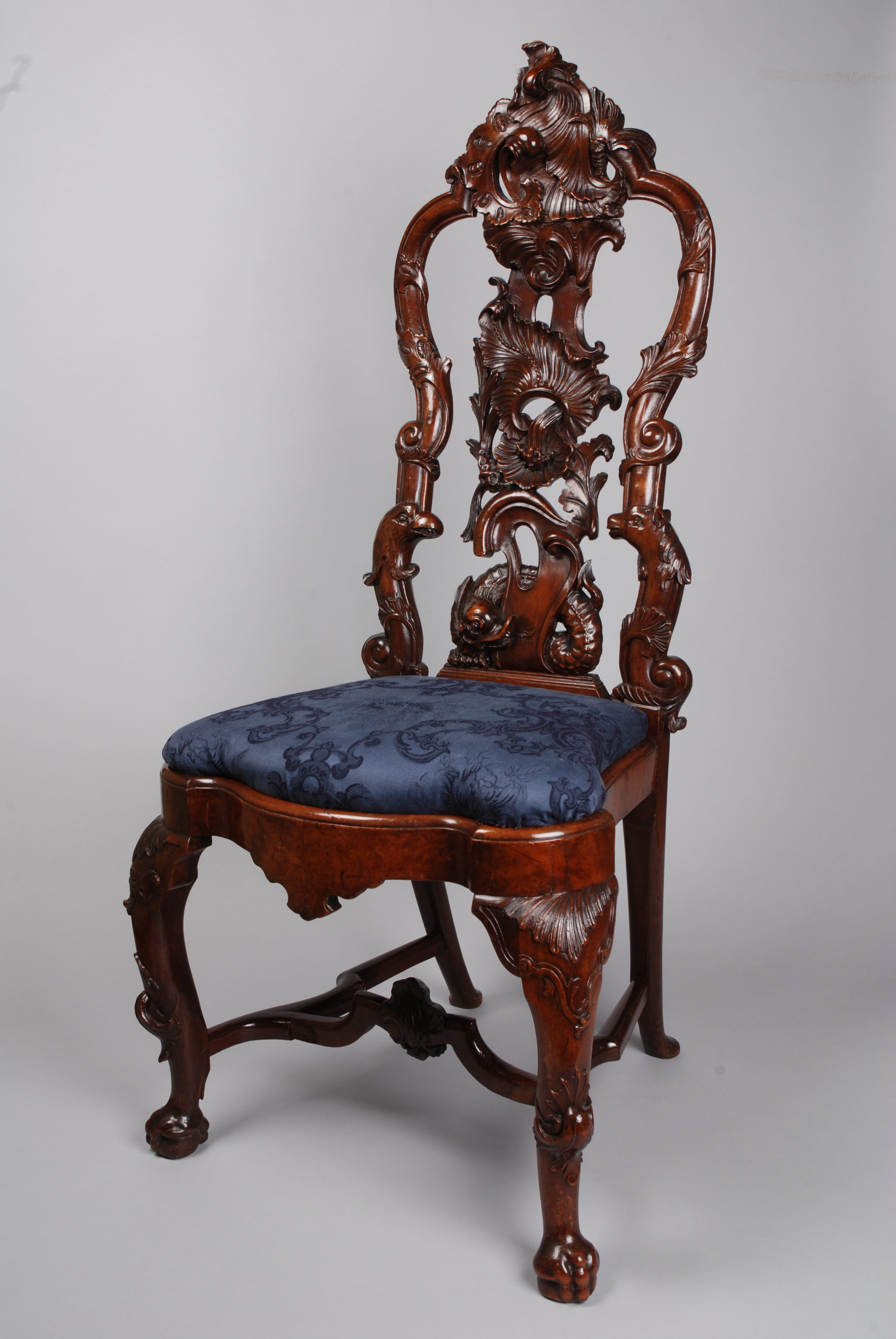
Stoel, 1740-1750
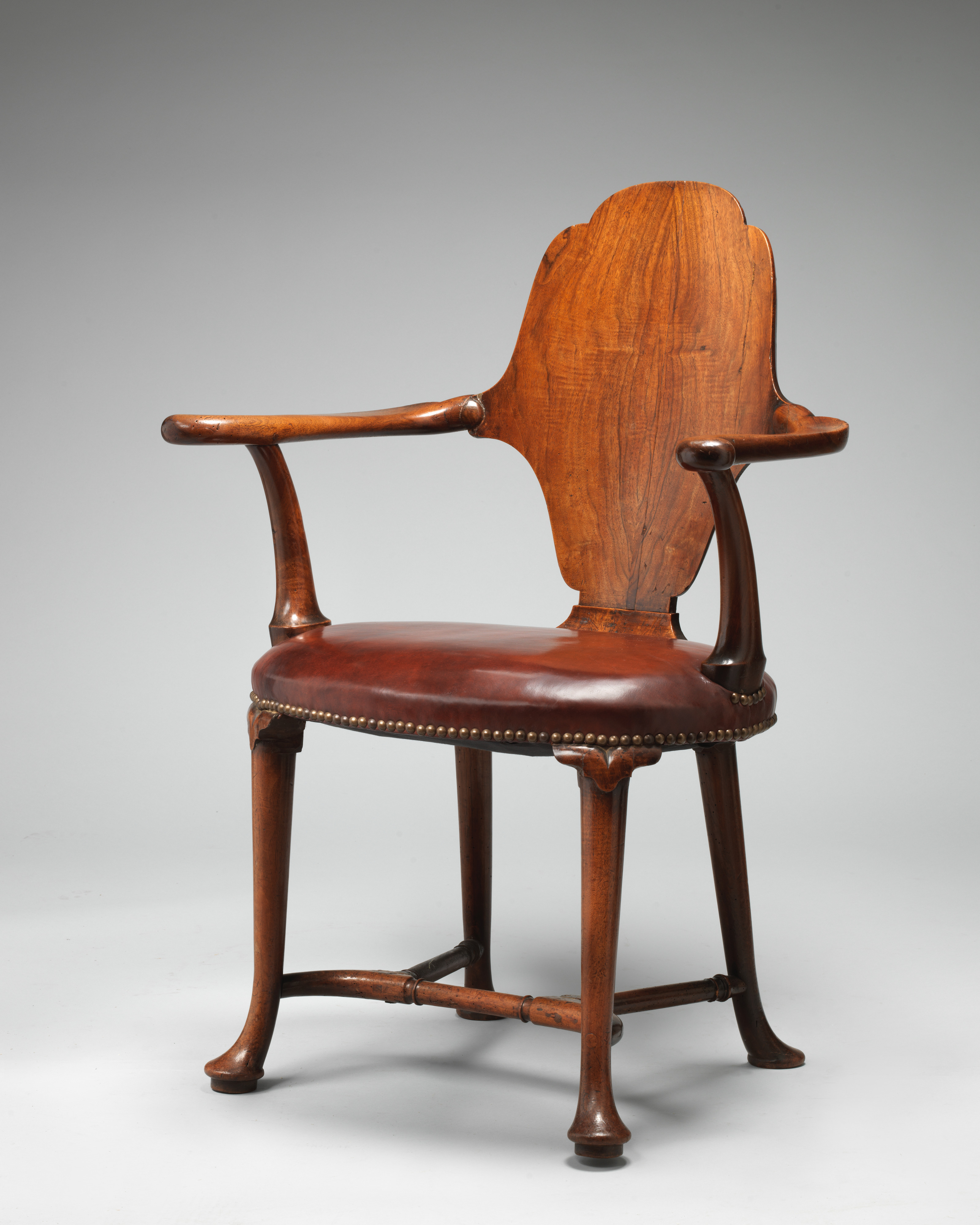
Stoel, circa 1710
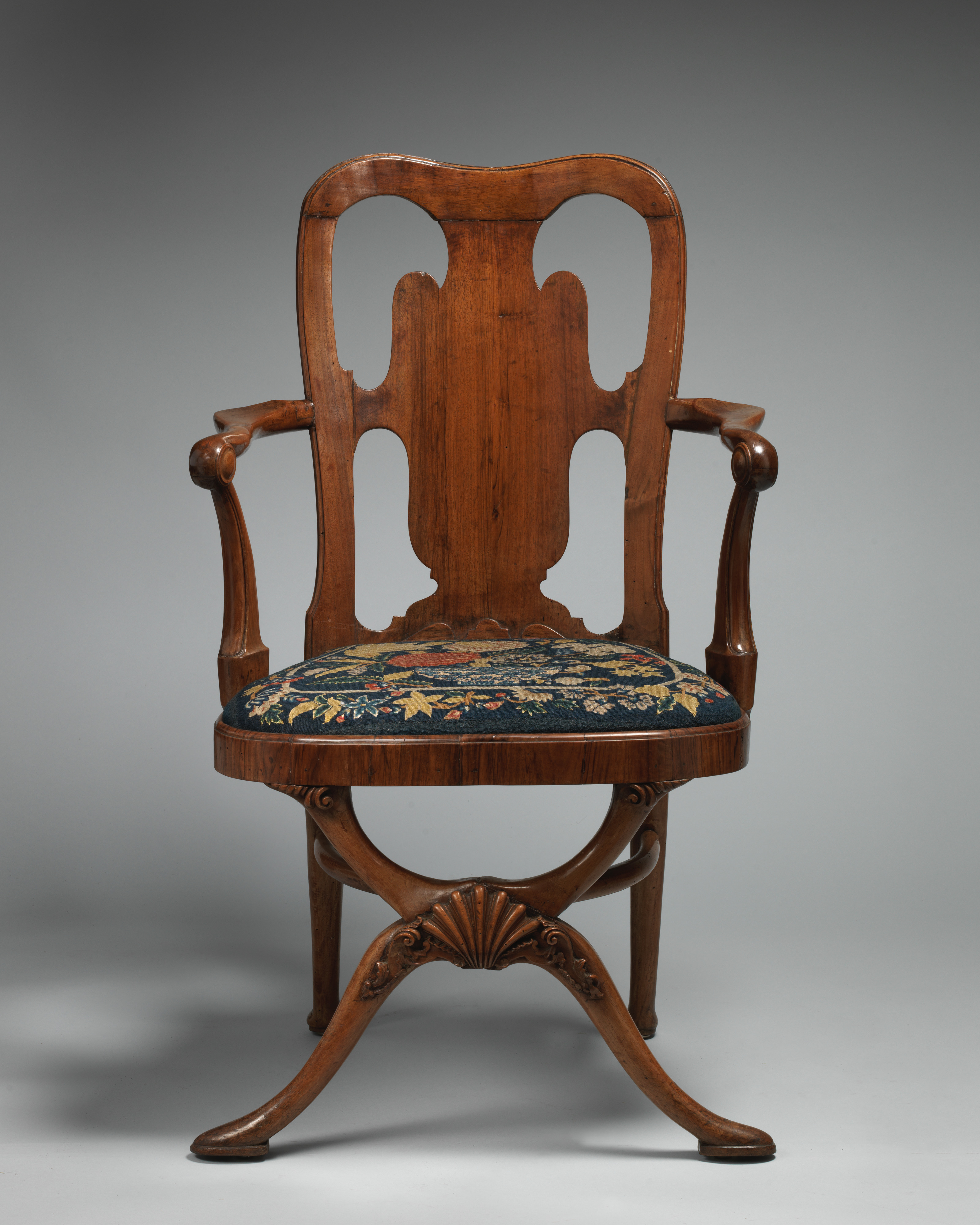
Stoel, circa 1720
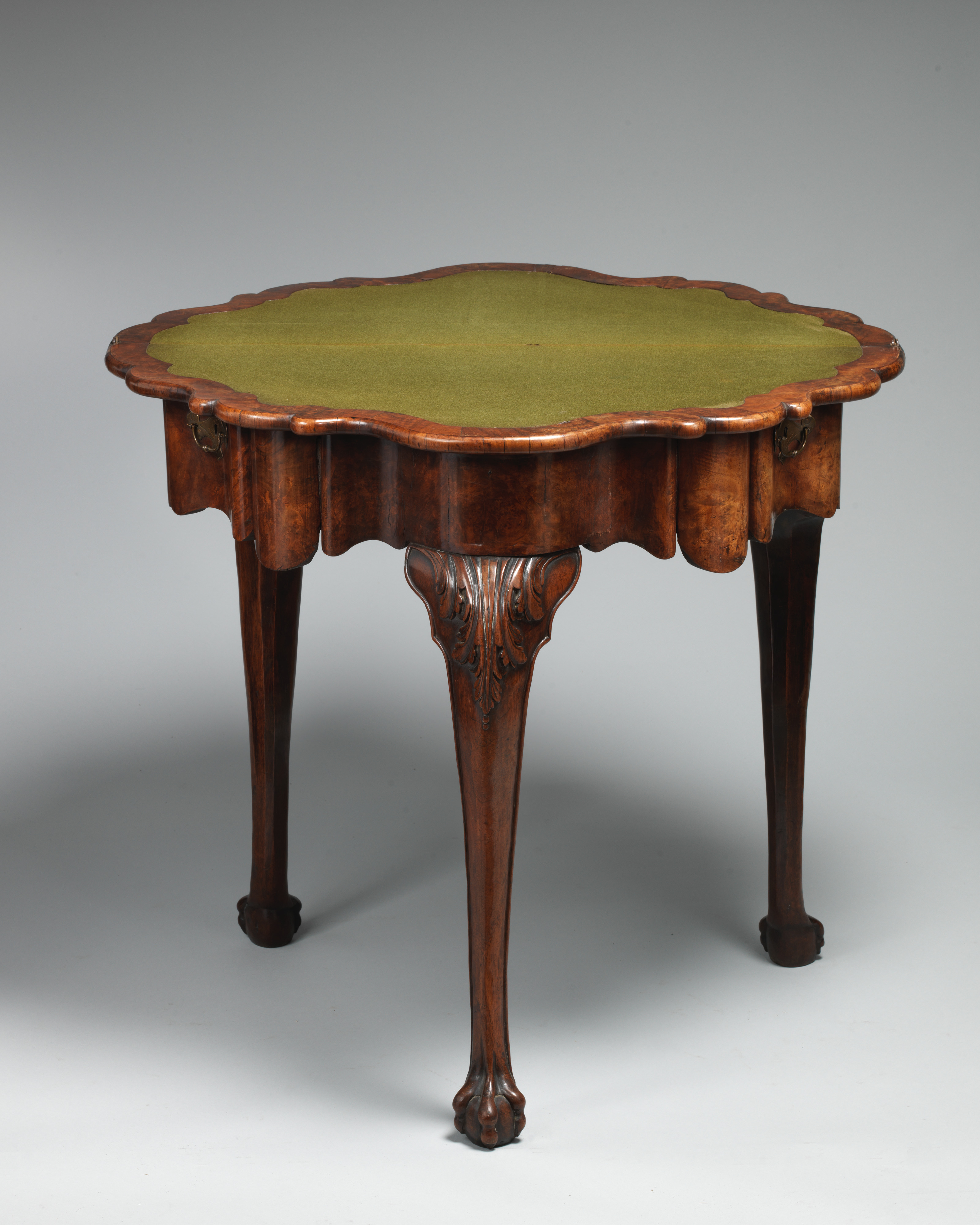
Tafel, circa 1725
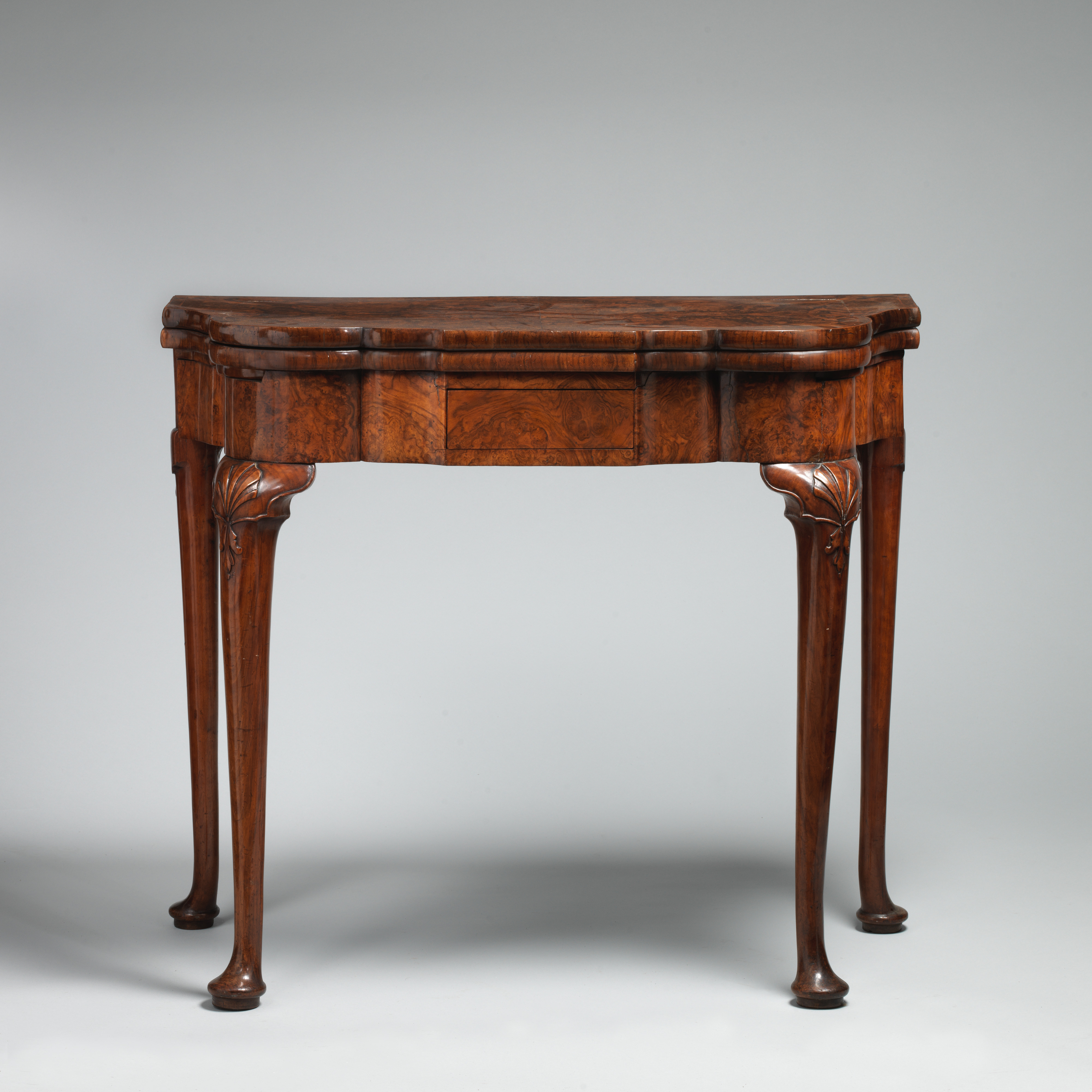
Tafel, circa 1725
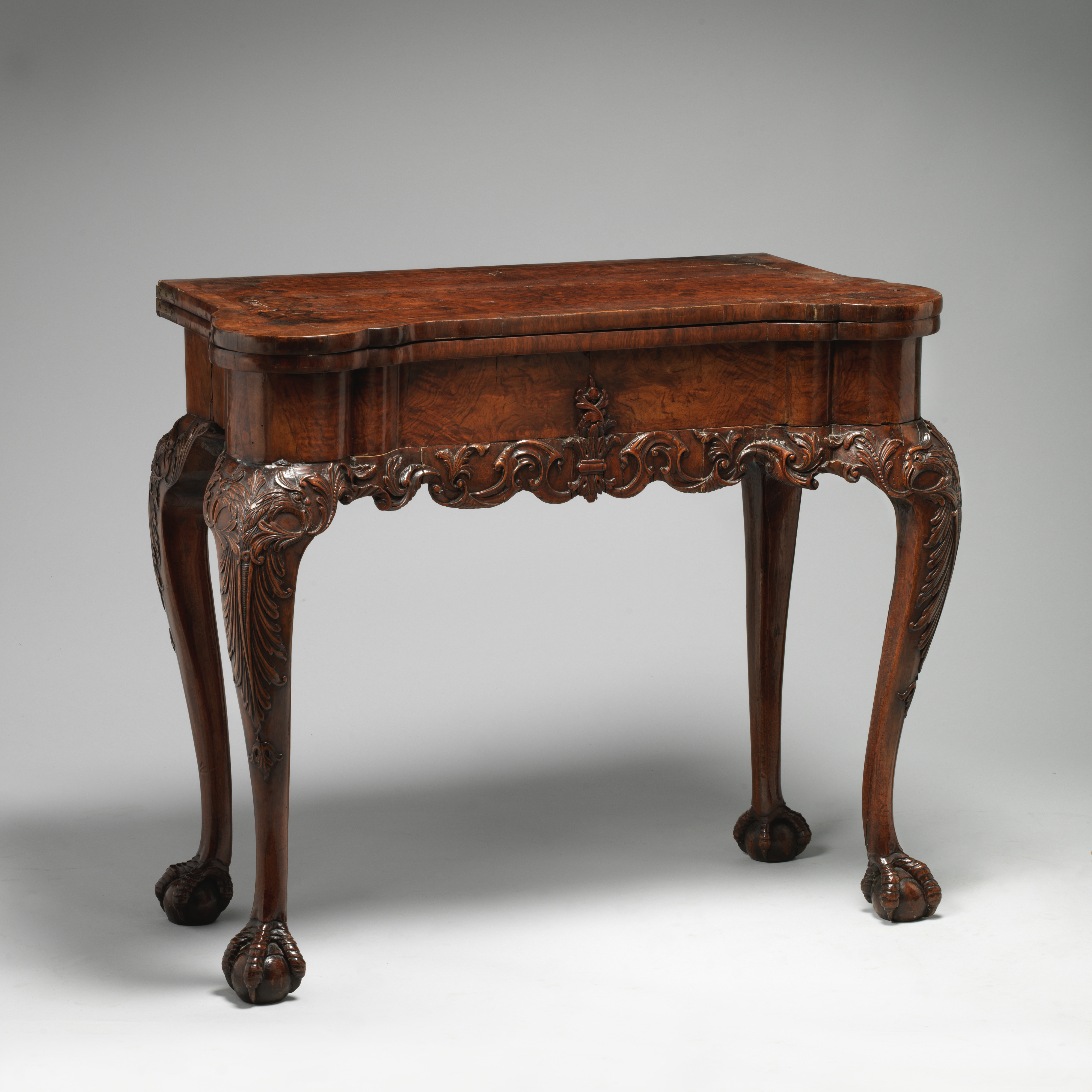
Tafel, circa 1735
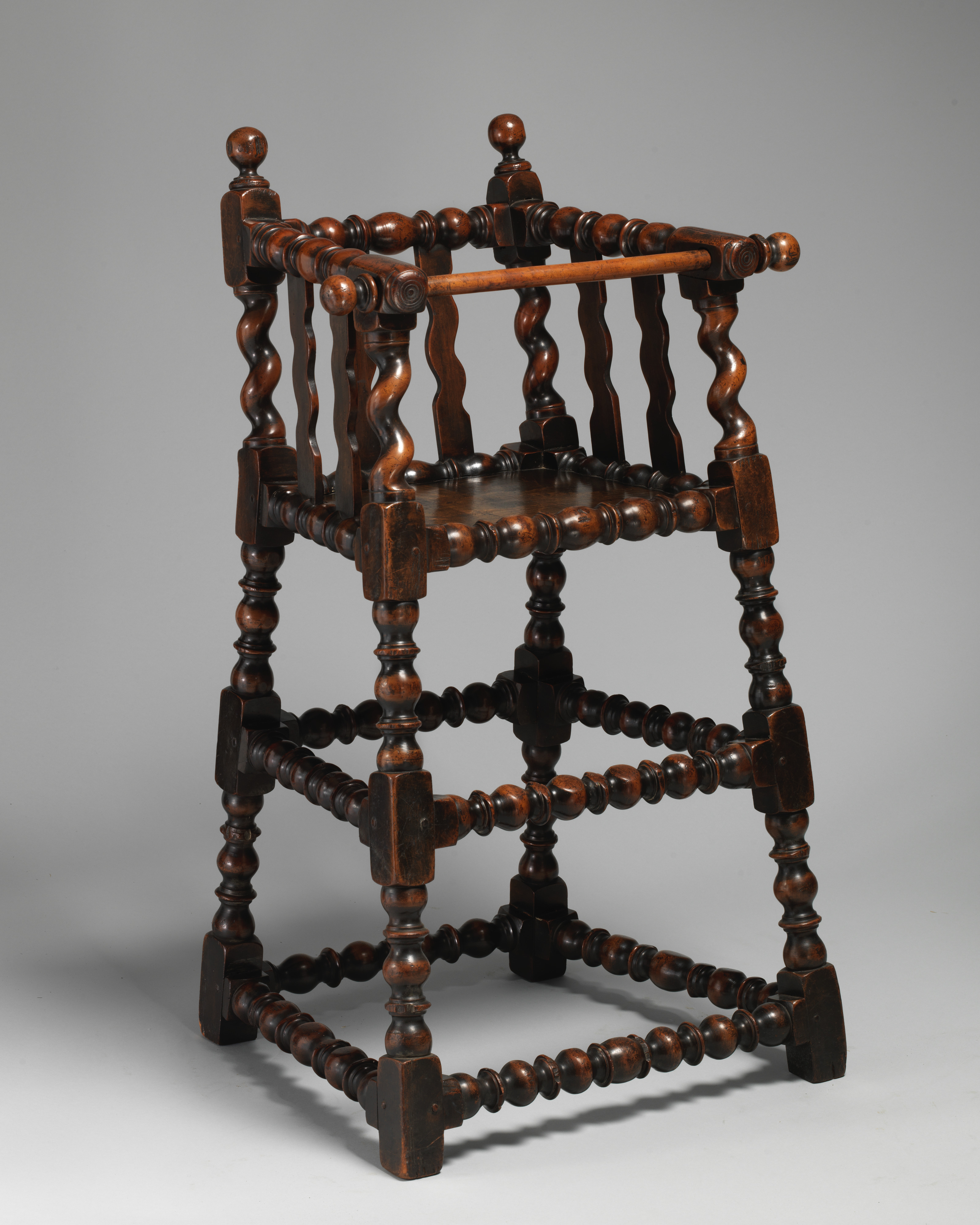
Kinderstoel, circa 1660
Kast, 1545
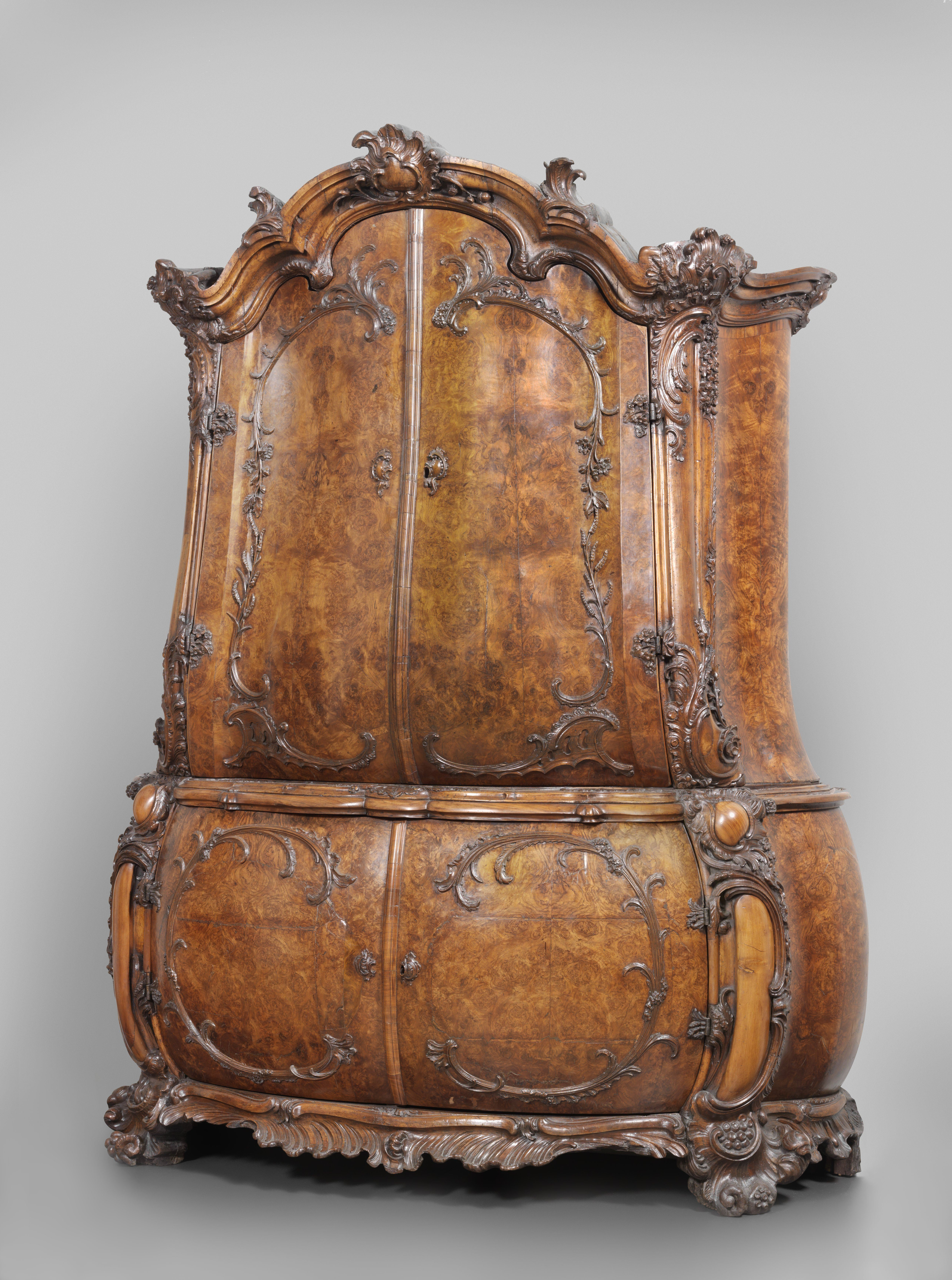
Kast, gefineerd met noten, circa 1755-1765
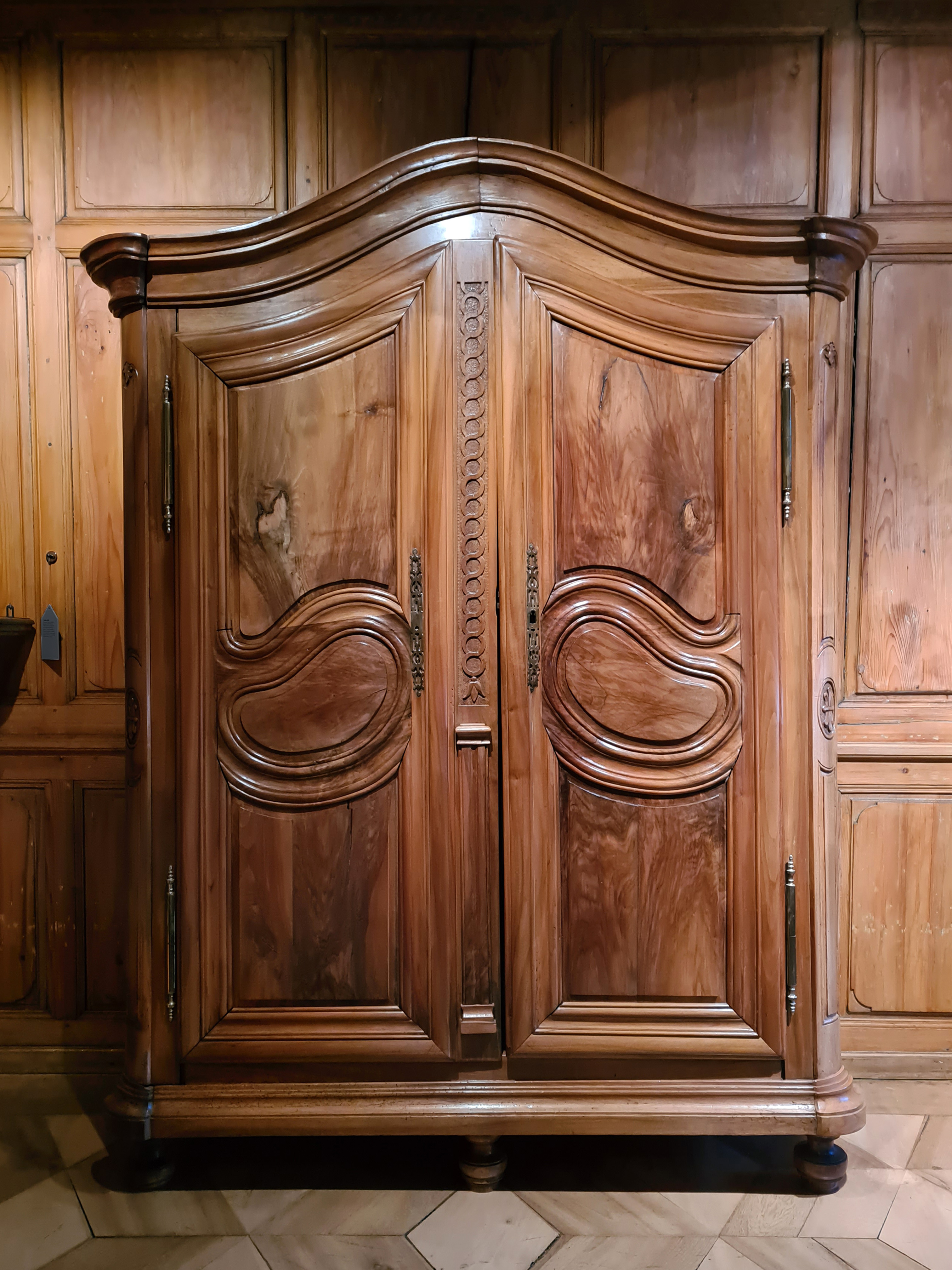
Kast, eind 18e eeuw
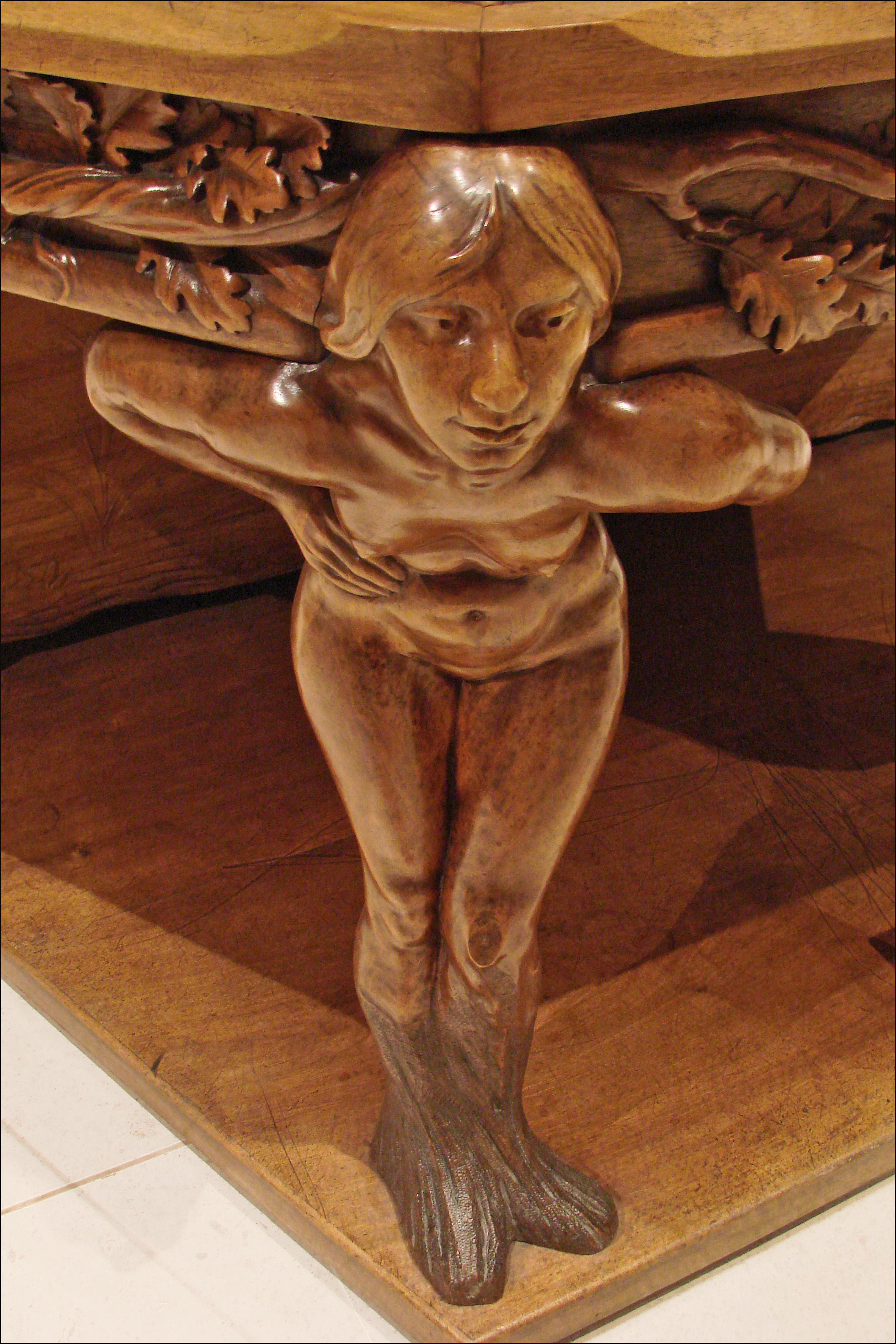
Snijwerk, detail meubel, 1893
Meubel, 1600-1676